# 英国硬币史 (1714年—1901年)
从1714年到1901年，也就是汉诺威王朝统治时期，大不列颠王国和英国硬币的历史见证了一便士的发展进程：它由鲜少使用的小银币转变为现代英国人广泛使用的铜币。所有硬币的正面都印有君主的肖像，而铜币和青铜币的反面都印有不列颠尼亚女神的肖像，象征着英国女性的化身。
在18世纪的大部分时间里，一便士作为一种小银币，主要是被用作于濯足救济金或其他皇室慈善，很少在市面上流通。因此从1787年开始，市面上硬币的长期缺失并由此导致私人代币广泛流通，其中还包括价值一便士的大铜币。1797年，实业家马修·博尔顿在伯明翰的苏荷造币厂签订了一份生产官方硬币的合同；在接下来的十年里，他赚了数百万美元。此后，直到1825年，一便士的铜币才再次发行，且一直延续至1860年。
到了19世纪50年代末，铜币的状况变得不尽如人意：市面上大量流通着磨损严重的大铜币，其中有一些甚至可以追溯到博尔顿时代。从1860年开始，它们被较轻的青铜硬币所取代。以维多利亚女王发型命名的“发髻硬币”从那时起一直发行至1894年，到了女王统治的最后几年还出现了“戴面纱的头像”或“老人头像”硬币，这些硬币于1895年问世，直到1901年女王去世才停止铸造。

## 银币(18世纪)
到了1714年，即乔治一世国王在位之初， 硬币已经用银这种材料铸造了大约一千年的硬币。汉诺威王朝在艾萨克牛顿爵士开始掌管铸币厂之时，拉开了序幕。 1702年，牛顿曾考虑发行一种铜币，但未采取任何行动。 1723年，白银在皇家铸币厂里只是作为开采其他物质的副产品。 那时因“天降横财”而丑闻缠身的南海公司不得不向伦敦塔的铸币厂运送大量银条。然而，这仅是杯水车薪，牛顿的继任者约翰·康迪特在1730年写道，自1701年12月以来，“铸币厂没有进口过任何白银，只有这些被迫运来的”。 因此在乔治统治初期，只铸造了少量的一便士银币。它和两便士的银币由于体积太小，在各种场合都不被人们所青睐。
朝代的更替并没有影响一便士银币的形状---银币是一种直径为12毫米、重0.5克的硬币。乔治时期的硬币上篆刻着“GEORGIVS DEI GRA”字样，并在另一面围绕着加冕数字“I”刻着“MAG BR FR ET HIB REX和日期。约翰·克罗克或他的助手塞缪尔·布尔受命于乔治，设计了出现在早期硬币上的威廉三世和安妮女王的半身像。而硬币上的罗马数字I可以追溯到詹姆斯二世统治时期，最初是用它来表示拉丁文“国王”的首字母（IACOBUS），但在威廉三世和玛丽二世统治时期，当2便士、3便士和4便士被赋予阿拉伯数字时，罗马数字得以保留下来。硬币在之后的1716，1718，1720，1723，1725，1726和1727年间不断得以铸造，直至乔治去世，他的儿子乔治二世登基。
在18世纪，一便士银币的主要用途和濯足救济金一样。1727年以后，银币还时常用于皇家慈善；造币厂的生产量足以满足这一目的，但不足以供市面流通。在某几年里，尽管市面上也有两便士、三便士和格罗特在流通，但濯足救济金还是只由这些一便士组成。有时铜币的的年份会出现空白，因为经常会在某一年内就铸造了足够量的铜币，以备不时之需。因为流通中一便士银币充足，使得被救济者们可以放心花掉他们的救济金。到了1727年，白银的制造成本过高，铸造这样的硬币成了亏本买卖。1740-1743年间，当其他皇室货币开始使用乔治二世的老年半身像时，一便士的硬币还是维持原有的设计。布赖恩·罗宾逊在他的《皇家濯足仪式》一书中指出，对于一种只少量发行的硬币而言，不值得花上12周的时间去专门印发新的半身像，何况还需要一个造币厂的雕刻家来制作新的模具。无论如何，在1727年到1816年间，过高的制作成本，导致市场上只有极少的银币流通。乔治二世的硬币上印有他的左半身像，刻有铭文“（GEORGIVS I I DEI GRATIA）”且一直延续到硬币的另一面，上面刻着“MAG BRI FR ET HIB REX和加冕日期。1729年，1731年，1732年，1735年，1737年，1739年，1740年，1743年，1746年和1750年，以及1752年到1760年间硬币不断得以铸造。而1733年或1744年没有发行硬币，这可能是因为英国的新年伊始还是算作于3月25日，而濯足星期四的日期不包含在接下来的12个月里。

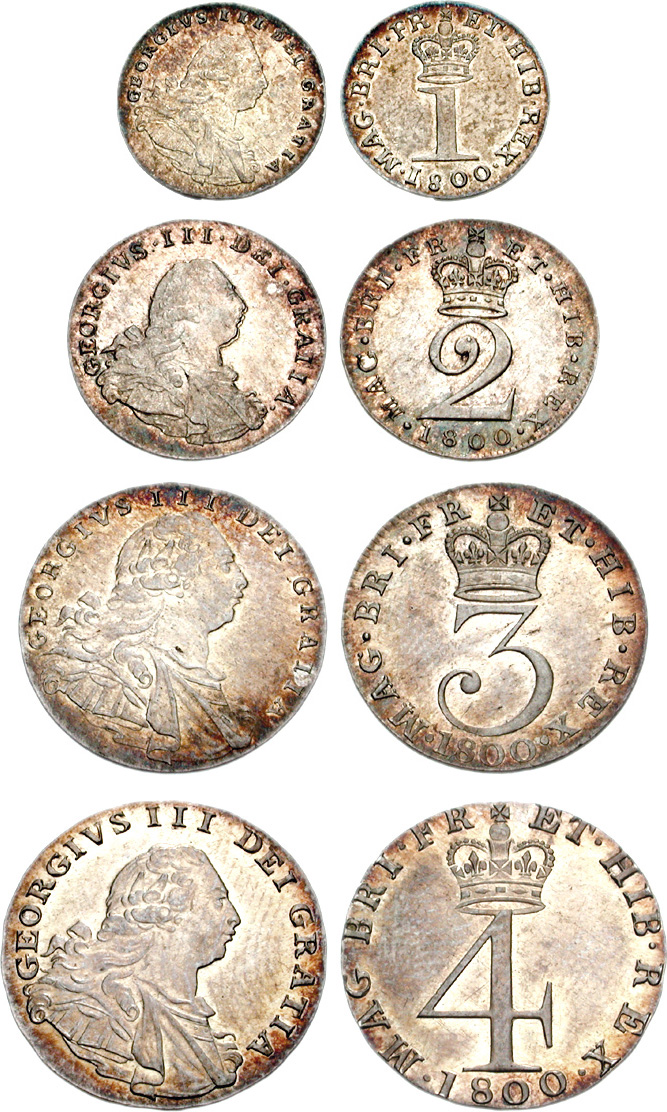
1800年的濯足金的系列，包括银币（顶部）

在乔治三世（1760-1820）统治时期，银币继续主要用作濯足救济金。1763年、1766年、1770年、1772年、1776年、1779年、1780年、1784年和1786年间发行了一种硬币，它和前几年的旧硬币看起来差不多，但是刻着乔治三世的头像和乔治三世“EORGIVS IlI DEI GRATIA"字样。1792年，硬币上出现了国王的新半身像，日期为1795年和1800年。1817年、1818年和1820年，银币上刻着国王的第三尊桂冠半身像，正面铭文保持不变。在1780年之前，乔治三世（George III）的第一版银币的反面图像一直得以反复使用，上面的“I”以高浮雕形式出现，铭文是“MAG BRI FR ET HIB REX”。1781年工人们对其进行了修改，降低了背面中央“I”浮雕，修改的原因可能是“I”的部分轮廓过于突出，甚至在硬币的另一面，也就是国王的头上依旧可以看到。银币的第二版反面花纹一直与1786年使用和低浮雕相似：“I”显得更为平坦；而第三版反面仅在1792年得以使用，和传说的一样，是在较小的皇冠与铭文之下重新设计了一个更小的“I”。1795年和1800年使用的第四版背面花纹与第一种相似，但重新设计了王冠。从1817年开始使用的第五版背面图案更加突出了加冕的“I”，四周刻有“BRITANNIARUM REX FID DEF” 和日期。从1817年开始，尽管硬币的重量仍保持在0.5克，直径已从12毫米减小到了11毫米。

## 铜币(1797-1860)

### 苏荷铸币厂(1797-1807)
到了18世纪下半叶，因为铸造银币数量过少，“找零”的担子就落在了铜币上。1797年以前，铜币的最高面值是半便士，由于许多官方发行的半便士被秘密熔化，用铜制成的轻赝品硬币开始大量流通。1787年，造币厂发现流通的“半便士”中至多有8%是真的，但由于运输困难，撤回现有的铜币是不切实际的。政府不会设置铜币税，因此囤积大量真假铜币的小商贩们只能到处寻求救济。此外，稀缺铜币的现象在远离首都的某些地区时常发生，原因是新发行的铜币只能在伦敦塔的造币厂办公室购买，且每包5先令或10先令。因此到了18世纪80年代末，零钱不足使得雇主们难以向工人发放工资。

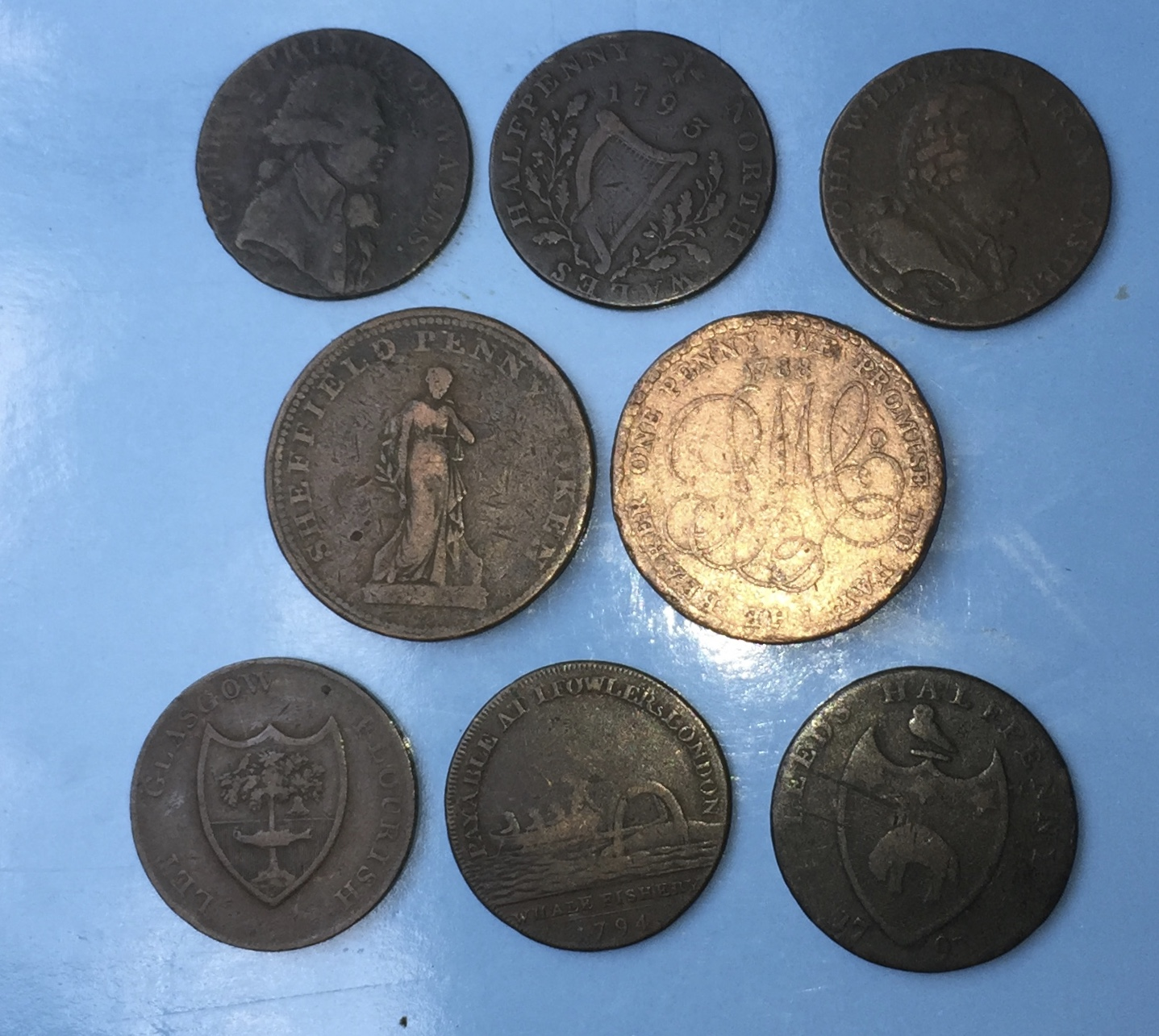
18世纪末和19世纪初，紧急情况下流通的一便士(中心)和半便士 。

从1787年开始，私人铸币厂和公司发行了半便士铜币和一便士的代铜币，填补了这一空白。尽管这在法律意义上不是钱，但它们确实发挥了作用，并迅速在全国流通。代币的制造商大多都是来自伯明翰，在那里实业家马修·博尔顿铸造了大量代币，还建造了第一个蒸汽驱动的苏荷铸币厂。他还积极游说，希望签订一份铸造官方铜币的合同。1797年，英国政府与博尔顿订立了一份合同，要求博尔顿铸造480吨的一便士铜币和20吨的两便士铜币。这些硬币是由铜制成的第一批英国官方硬币，也是第一批用蒸汽而非手工铸造的官方硬币。
该硬币的设计师是博尔顿的雇员康拉德。因为硬币尺寸较大，加上厚边上刻有铭文（是打在金属表面而不是从金属上凸起），这些硬币被人们称之为“车轮”。该硬币的正面印有乔治三世头戴桂冠的右侧半身像，上面刻着“乔治三世（GEORGIUS III D G REX）”，反面则是不列颠尼亚坐在岩石上，面朝左侧，手持橄榄枝和三叉戟，上面刻着“不列颠尼亚1797”（ BRITANNIA 1797）。尽管不列颠尼亚的形象早年就在半便士和法新上就出现过，但是在1797年铸造的硬币中她是第一次被刻绘成海浪统治者，象征着英国海上强国的地位。盾牌下方的岩石表面印有“SOHO”（苏荷）一词。博尔顿用铜的重量来区分1便士和2便士的面值，比如每枚有1盎司和2盎司(1便士- 28.3克，直径36毫米)。按照英国的标准，1便士的直径只有1.4英寸多一点，所以17个一便士并排放一起是2英尺。博尔顿还拿到了皇家学会标准英尺的副本，以确保测量正确。虽然他可以先铸造一便士，之后再去铸造两便士，但苏荷铸币厂在面对如此大量的铜币铸造时还是遇到了麻烦，于是博尔顿又在苏荷区建立了一个新的铸币厂，到1799年，每个铸币厂每分钟可铸造60便士。1797年至1799年间在苏荷区完成的1250吨“车轮制作”(所有发现的硬币碎片日期都是1797年)超过了18世纪英国皇家铸币局铸造的全部铜币总额。

## 笔记
1. ↑  Georgius II Dei Gratia/Magnae Britanniae Franciae et Hiberniae Rex, or George II by the Grace of God/King of Great Britain, France and Ireland
2. ↑  Georgius II Dei Gratia/Magnae Britanniae Franciae et Hiberniae Rex, or George II by the Grace of God/King of Great Britain, France and Ireland
3. ↑  George III by the Grace of God ...
4. ↑  ... Magnae Britanniae Franciae et Hiberniae Rex, or King of Great Britain, France and Ireland
5. ↑  Britanniarum Rex Fidei Defensor, or ... King of the British Territories, Defender of the Faith
6. ↑  Georgius III Dei Gratia Rex, or George III, by the Grace of God King

## 引文
1. 1 2  Craig，第211–214頁.
2. ↑  Lobel，第583頁.
3. ↑  Craig，第219頁.
4. ↑  Lobel，第579–580頁.
5. ↑  Robinson，第113–121頁.
6. ↑  Lobel，第580–581頁.
7. ↑  Lobel，第581頁.
8. ↑  Craig，第251–253頁.
9. ↑  Selgin，第22–25頁.
10. ↑  Selgin，第41–45頁.
11. ↑  Doty，第27–30頁.
12. ↑  Selgin，第72–73頁.
13. ↑  Selgin，第162–163頁.
14. 1 2  Selgin，第163–164頁.
15. ↑  Clay，第53頁.
16. ↑  Selgin，第163–166, 178, 189頁.

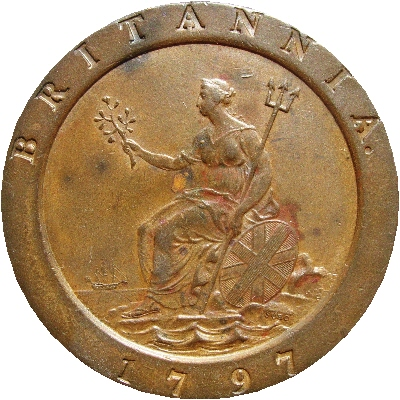
博尔顿产的1797"车轮"(两便士 如图所示)